# Sinibotia robusta
Sinibotia robusta is een straalvinnige vissensoort uit de familie van modderkruipers (Cobitidae). De wetenschappelijke naam van de soort is voor het eerst geldig gepubliceerd in 1939 door Wu.